# 四(二乙氨基)锆
四(二乙氨基)锆是一种无机化合物，化学式为Zr[N(C2H5)2]4，它可由二乙氨基锂和四氯化锆反应，或由乙基溴化镁和二乙胺与四氯化锆反应制得。它醇解得到四烷氧基锆。它在氨气中分解，可以得到四氮化三锆。